# Libaka

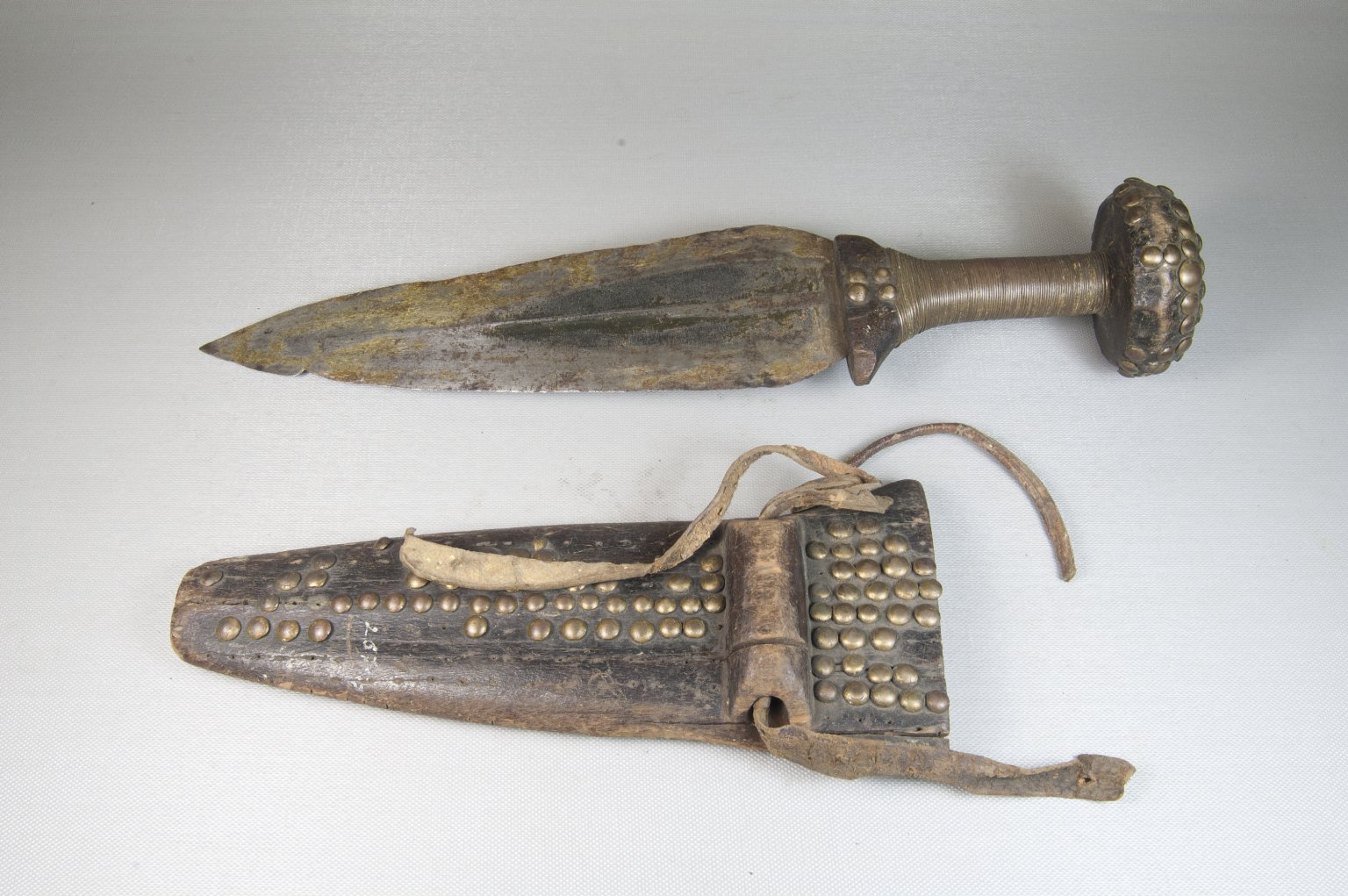

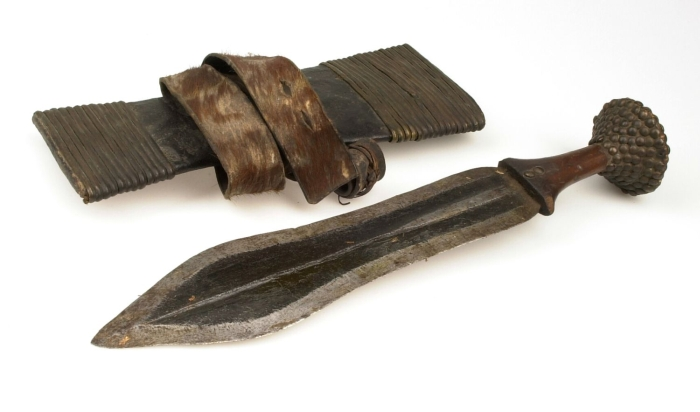

Das Libaka ist ein zentralafrikanisches Kurzschwert bzw. Messer. Alternative Bezeichnungen sind  empute und bolengwa. Das Messer wird von den  Konda, Nkudu und Ngata benutzt, welche in der westlichen Demokratische Republik Kongo beheimatet sind und der Volksgruppe Mongo zugerechnet werden.

## Beschreibung
Das Libaka hat eine blattförmige, zweischneidige Klinge. Die Klinge hat einen Mittelgrat. Das Griffstück besteht aus Holz und ist ebenso wie die Scheide mit Ziernägeln aus Messing oder Eisen dicht beschlagen und mit Draht aus Kupfer umwickelt. Die Gesamtlänge beträgt etwa 50 cm. Die Messer wurden an einem Riemen unter der linken Achsel getragen.